# Jon Aurtenetxe
Jon Aurtenetxe Borde (Amorebieta, 3 gennaio 1992) è un calciatore spagnolo, difensore svincolato.

## Carriera

### Club
Prodotto della florida cantera dell'Athletic Bilbao, ha fatto il suo debutto in prima squadra il 16 dicembre 2009, in una partita di Europa League contro il Werder Brema.
Il 28 agosto 2010 esordisce, da titolare, nella Liga spagnola nella partita Hércules-Athletic Bilbao 0-1.

### Nazionale
Ha giocato nelle nazionali giovanili spagnole Under-17, Under-19 ed Under-21.

## Statistiche

### Presenze e reti nei club
Statistiche aggiornate all'8 giugno 2017.
| Stagione               | Squadra                | Campionato             | Campionato | Campionato | Coppe nazionali | Coppe nazionali | Coppe nazionali | Coppe continentali | Coppe continentali | Coppe continentali | Altre coppe | Altre coppe | Altre coppe | Totale | Totale |
| Stagione               | Squadra                | Comp                   | Pres       | Reti       | Comp            | Pres            | Reti            | Comp               | Pres               | Reti               | Comp        | Pres        | Reti        | Pres   | Reti   |
| ---------------------- | ---------------------- | ---------------------- | ---------- | ---------- | --------------- | --------------- | --------------- | ------------------ | ------------------ | ------------------ | ----------- | ----------- | ----------- | ------ | ------ |
| 2009-2010              | Athletic Bilbao        | PD                     | 0          | 0          | CR              | 0               | 0               | UEL                | 1                  | 0                  | SS          | -           | -           | 1      | 0      |
| 2010-2011              | Athletic Bilbao        | PD                     | 10         | 0          | CR              | 2               | 0               | -                  | -                  | -                  | -           | -           | -           | 12     | 0      |
| 2011-2012              | Athletic Bilbao        | PD                     | 31         | 1          | CR              | 9               | 1               | UEL                | 14                 | 2                  |             | -           | -           | 54     | 4      |
| 2012-2013              | Athletic Bilbao        | PD                     | 27         | 1          | CR              | 2               | 0               | UEL                | 2                  | 0                  |             | -           | -           | 31     | 1      |
| 2013-2014              | Celta Vigo             | PD                     | 20         | 0          | CR              | 0               | 0               | -                  | -                  | -                  | -           | -           | -           | 20     | 0      |
| 2014-2015              | Athletic Bilbao        | PD                     | 4          | 0          | CR              | 2               | 0               | UCL+UEL            | 0+1                | 0                  | -           | -           | -           | 7      | 0      |
| Totale Athletic Bilbao | Totale Athletic Bilbao | Totale Athletic Bilbao | 72         | 2          |                 | 15              | 1               |                    | 18                 | 2                  |             | 0           | 0           | 105    | 5      |
| 2015-2016              | Tenerife               | SD                     | 23         | 0          | CR              | 1               | 0               | -                  | -                  | -                  | -           | -           | -           | 24     | 0      |
| 2016-2017              | Mirandés               | SD                     | 17         | 1          | CR              | 1               | 1               | -                  | -                  | -                  | -           | -           | -           | 18     | 2      |
| Totale carriera        | Totale carriera        | Totale carriera        | 132        | 3          |                 | 17              | 2               |                    | 18                 | 2                  |             | 0           | 0           | 167    | 7      |

## Palmarès

### Nazionale
- Campionato d'Europa Under-19: 1

2011